# Minuartia marcescens
Minuartia marcescens là loài thực vật có hoa thuộc họ Cẩm chướng. Loài này được (Fernald) House mô tả khoa học đầu tiên năm 1921.